# Silvio Fanti
Silvio Fanti (Neuchâtel, 22 settembre 1919 – Parigi, 26 giugno 1997) è stato uno psichiatra e psicoanalista svizzero, fondatore della micropsicoanalisi.
La micropsicoanalisi si colloca in continuità con la psicoanalisi freudiana. Fanti scrisse:«La micropsicoanalisi deriva dalla psicoanalisi freudiana di cui costituisce un approfondimento e un ampliamento, sia tecnico sia teorico».

## Biografia
Silvio Fanti nacque a Neuchâtel, da genitori italiani - provenienti dalla provincia di Bologna - ed emigrati in Svizzera alla fine del XIX secolo. A Friburgo conseguì la maturità classica in lingua francese, mentre a Einsiedeln conseguì la maturità scientifica in lingua tedesca. Fanti si laureò in medicina all'università di Zurigo specializzandosi in psichiatria all'Università di Vienna e in ginecologia-ostetricia all'Università di Ginevra.
Perfezionò gli studi di psicoanalisi freudiana a New York (dove visse per molti anni dopo la II guerra mondiale) e a Ginevra.
Fanti lavorò per lunghi periodi in paesi di lingua inglese, come gli Stati Uniti e l'Australia. Egli soggiornò pure, sempre lavorandovi, in alcuni paesi asiatici, quali l'India, la Cina e il Giappone. Durante tutti i suoi viaggi, egli osservò la gente nelle sue quotidiane attività, cercando di comprendere le profonde motivazioni dell'essere umano. Egli raccolse i suoi pensieri e le sue conclusioni nel libro “Après avoir”. Esso rappresenta, per molti aspetti, l'opera inaugurale e preparatoria del pensiero micropsicoanalitico.
La conoscenza di diverse lingue gli permise di condurre sedute di psicoterapia in inglese, francese, italiano e tedesco, consentendogli di offrire il proprio aiuto professionale a persone di grande differenza culturale.
Nel 1973, Fanti si stabilì a Couvet, in Svizzera, dove formulò le idee guida della micropsicoanalisi. Il 24 aprile 1974, fu ufficialmente costituita in Svizzera, sotto la sua presidenza, la Società Internazionale di Micropsicoanalisi (S. I. M.). Essa radunava coloro che praticavano secondo il metodo scoperto e sviluppato da Silvio Fanti e denominato "micropsicoanalisi".
Dagli anni sessanta fino alla sua morte nel 1997, Fanti fu, talvolta, al centro dell'attenzione dei media, in Europa. Egli fu visto come un personaggio assai controverso e originale, un ricercatore e studioso dell'animo umano, amante della buona cucina..

## Origini della micropsicoanalisi
Una serie di coincidenze portarono Fanti a modificare alcuni aspetti della metodologia psicoanalitica tradizionale. In primo luogo egli aumentò la durata e la frequenza delle sedute. Più tardi, e gradualmente, introdusse quelle che egli chiamò, assieme alla seduta lunga, le “innovazioni tecniche” (“appoints techniques”), sviluppando così una pratica ed una teoria specificatamente micropsicoanalitiche.
Nel 1953, mentre stava lavorando a New York, iniziò una psicoterapia con un diplomatico che rappresentava il proprio paese in una serie di conferenze internazionali. Questi era un uomo di successo, angosciato, però, dal fatto di vivere una vita considerata priva di senso. Fanti, con il suo paziente, fece nove sedute di 45 minuti ciascuna. Improvvisamente, il diplomatico fu trasferito in un altro paese a causa di esigenze professionali che lo costrinsero ad interrompere il trattamento. Pochi mesi dopo, Fanti ricevette una lettera dal suo paziente, nella quale questi lo ringraziava per il lavoro svolto con lui, ma nella quale comunicava che si sarebbe suicidato. Questo tragico evento colpì profondamente Fanti. Egli rifletté a lungo sugli aspetti clinici di questo caso, domandandosi che cosa avrebbe potuto fare di diverso per evitare quel suicidio. Fanti pensò che se il lavoro psicoanalitico di quei quindici giorni fosse stato più intenso – se cioè fossero state fatte sedute più lunghe e più frequenti – il suo cliente sarebbe riuscito a liberarsi di abbastanza angoscia per potersi riprendere almeno temporaneamente. In un momento successivo avrebbe così potuto continuare la sua analisi per cercare un equilibrio più stabile.
Poco dopo, Fanti ritornò in Svizzera dove, per puro caso, gli si presentò l'opportunità di mettere in pratica quello che egli aveva pensato che si sarebbe potuto fare con lo sfortunato diplomatico. Un uomo d'affari tedesco desiderava incominciare un'analisi, avendo, però, soltanto cinque settimane a disposizione. Fanti gli propose di sfruttare al massimo questo breve periodo, facendo sedute di più ore ogni giorno. Secondo Fanti, la differenza era notevole, poiché i temi e le esperienze che nelle sedute di 45 minuti faticavano ad apparire, nelle sedute lunghe emergevano prima e in modo più spontaneo. Fanti si persuase che le sedute lunghe quotidiane rafforzavano il lavoro associativo e permettevano allo psichismo di superare in modo più fisiologico sia le naturali resistenze che ostacolano il lavoro psicoanalitico, sia quelle che sostengono la situazione nevrotica. L'esperienza si rivelò così positiva che Fanti decise di adottare, da allora, le sedute lunghe.

## Le innovazioni tecniche di Fanti
Micropsicoanalisi non indica una psicoanalisi breve o "piccola" ma semmai una psicoanalisi "al microscopio". L'adozione di sedute lunghe (tre ore o anche di più) e la frequenza quasi quotidiana rappresentano lo strumento d'indagine che permette di osservare nuovi straordinari fenomeni psichici: un piccolo dettaglio del comportamento, una piccola ripetizione, un tic, rappresentano, si "agganciano" a vissuti e conflitti inconsci molto "grandi".
Fanti chiama "supporti tecnici" o "innovazioni tecniche" (appoints techniques) le innovazioni che introduce. Esse sono:
1. la seduta lunga
2. lo studio del proprio albero genealogico (le storie delle vite dei genitori, dei parenti e degli antenati)
3. lo studio delle fotografie di famiglia
4. lo studio della corrispondenza di famiglia, dei quaderni, dei diari e dei disegni dell'infanzia
5. lo studio delle piantine delle case dove l'analizzato ha vissuto
6. la visita, in compagnia dell'analista, dei luoghi dell'infanzia
7. l'ascolto delle registrazioni di alcune sedute

## Opere di Fanti
Silvio Fanti scrisse, in francese, diversi libri di micropsicoanalisi, tradotti in varie lingue (italiano, spagnolo, inglese, tedesco, giapponese, cinese, russo e olandese): J'ai peur, Docteur (1953), Le Fou est normal (1956), Contre le mariage (1970), Après avoir… (1971), L'Homme en micropsychanalyse (1981), Dictionnaire pratique de la psychanalyse et de la micropsychanalyse (1983), Le Désir d'inceste (1985), Confidences d'une Japonaise frigide (1986).